# Veine surrénale
Les veines surrénales sont des vaisseaux qui drainent le sang veineux des glandes surrénales gauche et droite dans le système cave inférieur. Elles jouent un rôle important dans le drainage des hormones cortico-surrénaliennes et des catécholamines médullo-surrénaliennes.
Le plexus veineux de la medulla se draine dans la veine centrale de la glande surrénale, avant de devenir la veine surrénale une fois sortie du hile.

## Veine surrénale droite
Chez l'homme la veine surrénale droite a un trajet ascendant et vient se jeter sur  la face postérieure de la veine cave inférieure.

## Veine surrénale gauche
La veine surrénale gauche a quant à elle un trajet descendant et déverse son sang dans la veine rénale gauche, sang qui viendra ensuite se jeter dans la veine cave inférieure.

## Images supplémentaires

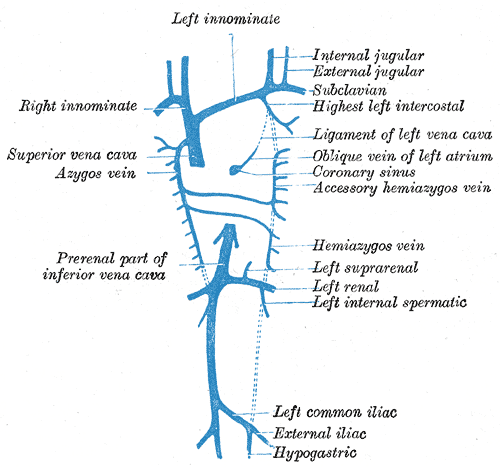
Diagramme montrant le développement des veines pariétales
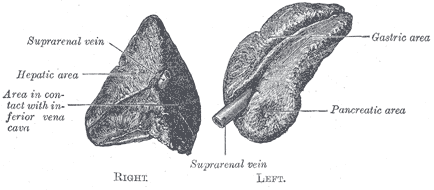
Les glandes surrénales gauche et droite avec les veines surrénales en vue frontale antérieure
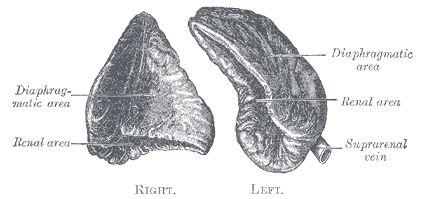
Vue postérieures des glandes surrénales gauche et droite avec les veines surrénales